# أنثراكنوز

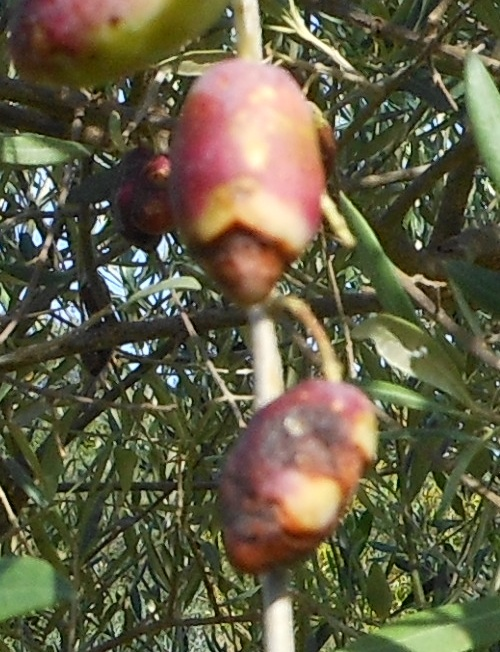
مرض الانثراكنوز على ثمار الزيتون

مرض الأنثراكنوز أو مرض الفحام أو السقران الأسود أو الفحومة (Anthracnose)، الاسم العلمي (Colletotrichum gloeosporioide)، هو عبارة عن مجموعة من الأمراض الفطرية الضارة التي تهاجم النباتات المختلفة، من الفواكه، الخضروات، الأزهار، المسطحات الخضراء، والأشجار، يتسبب هذا المرض في تلف أوراق النبات والسيقان والأزهار، وكذلك الثمار والبراعم النامية.

## الانتشار
ينتشر هذا المرض بسرعة، مثله كمثل أغلب الفطريات، يزدهر في الطقس البارد المبتل، عندما تكون درجات الحرارة منخفضة، ويتباطأ انتشاره خلال الطقس الحار أو الدافئ. تعيش هذه الفطريات في الأوراق والأغصان الميتة، مما يعني أنها يمكنها أن تبقى فيها خلال فصل الشتاء.

## العدوى

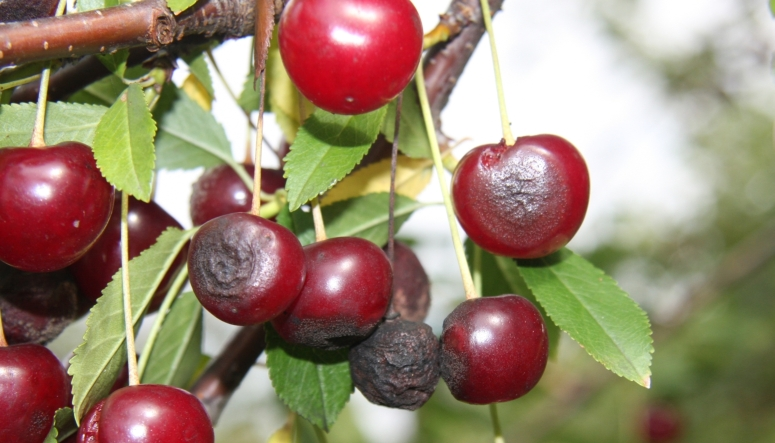
صور من مرض الانثراكنوز على أشجار الفاكهة

تحدث الإصابة الأولى إذا أصيبت الأبواغ التي تنقلها البذور أو التربة والشتلات أثناء نموها، من خلال انتشار الجراثيم التي أُنتجت بداخل الأوراق أو الثمار المصابة، وعن طريق الحشرات الماصة أو تناثر الندي أو الأمطار. 

## الأعراض
- بقع دائرية داكنة على سطح وحافة الأوراق.

- تعفن على مستوى السيقان والفروع.

- تسوس السيقان والأغصان والأوراق.

- سقوط الأزهار والفواكه قبل الأوان.

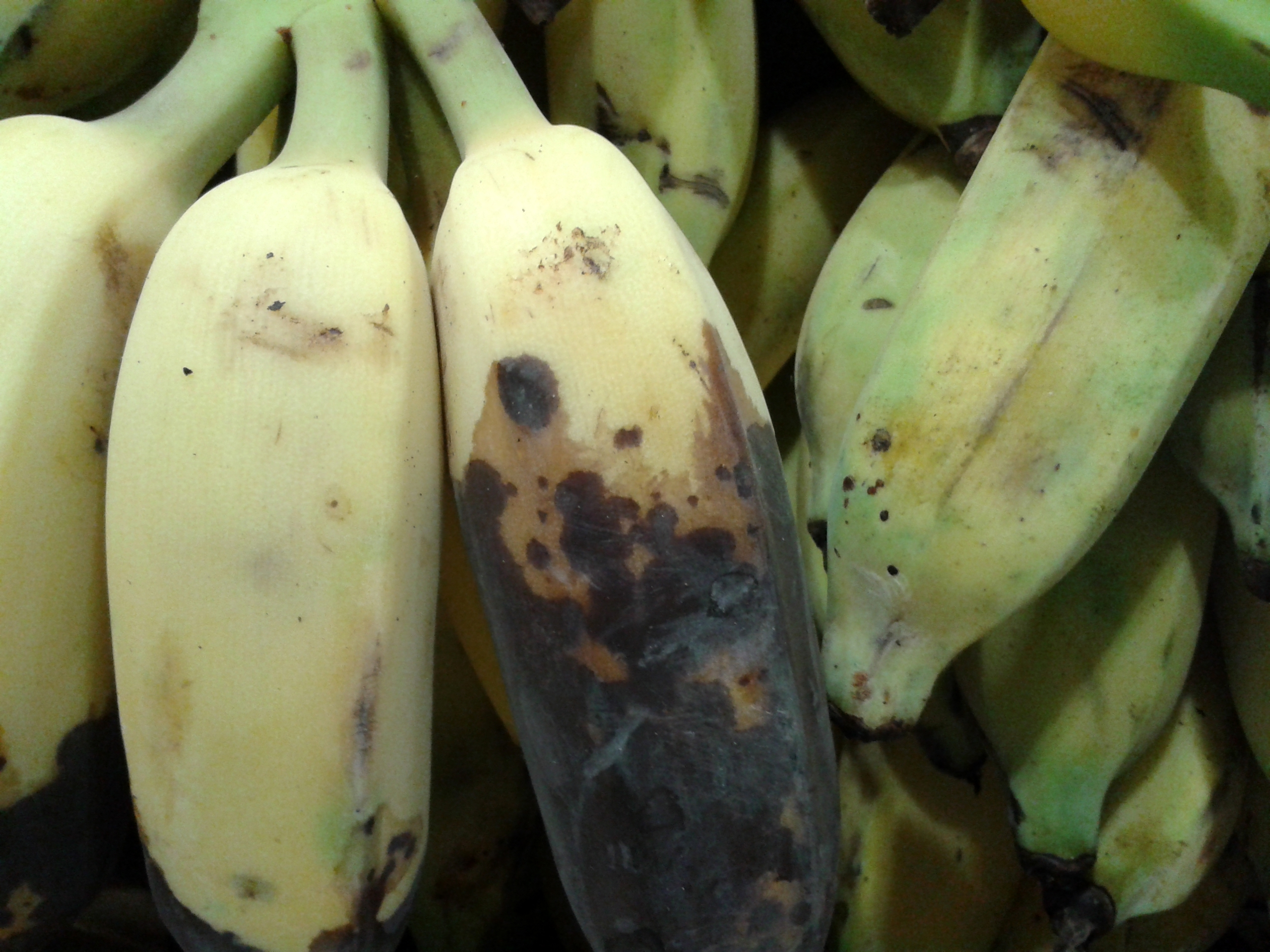
مرض الانثراكنوز على ثمار الموز

- بقع دائرية بدرجات داكنة على الثمار.[9]